# Kamopanorpa rotundipennis
Kamopanorpa rotundipennis is een fossiele soort schietmot uit de familie Microptysmatidae.